# Dave (Roman)
DAVE ist ein Roman für Jugendliche und Erwachsene von Raphaela Edelbauer, der erstmals am 10. Januar 2021 im Klett-Cotta Verlag erschien. Der Titel bezieht sich auf die fiktionale Künstliche Intelligenz namens DAVE, welche in diesem Roman eine zentrale Rolle spielt. Der Roman erhielt im Jahr 2021 den Österreichischen Buchpreis und war im Jahr 2022 in der Kategorie Bester Roman für den Kurd-Laßwitz-Preis nominiert.

## Handlung

### Kontext
Der Roman spielt sich in einem autarken Labor irgendwo im Nirgendwo ab. Das Labor ist das letzte Überbleibsel der Menschheit, da der Rest der Menschheit an der Überbevölkerung zugrunde ging. Das gesamte Labor arbeitet an einer KI (Künstlichen Intelligenz), die alle Probleme lösen sollte: DAVE.

### Kapitel 1
Der Roman beginnt mit einem donnernden Alarm, der die Spätschicht der Programmierer Syz und Pawel einläutet. Verärgert bemerkt Syz, dass er heute jemanden einschulen sollte. Er macht sich also auf den Weg zum Treffpunk, wo er Khatun, eine gelernte Ärztin, trifft. Syz ist auf den ersten Blick verliebt und zieht deswegen den Rundgang durchs Großraumbüro so weit wie möglich in die Länge. Als Syz den Heimweg antritt, donnert der Zentralalarm durchs Labor, woraufhin alle Mitarbeiter gemäß dem Notfallplan ins Großraumbüro stürmen, um mit ihren eigenen Rechnern alle Daten zu sichern. Doch in diesem Chaos verliert Syz sein Bewusstsein und kommt einige Zeit später in den Armen eines alten Mannes wieder zu sich. Sie machen sich gemäß Befehl auf den Weg zu den Serverfarmen im unteren Stock. Unten ist es stechend heiß, da die Server zu überhitzen drohen. Durch Entfernen der Kabel und der Kühlung mit Wasser kann eine Katastrophe verhindert werden. In diesem Getümmel findet Syz eine Administratorenkarte, welche er einsteckt.

### Kapitel 2
Zwei Monate sind vergangen und im Labor wird heiß diskutiert, wofür DAVE eingesetzt werden sollte. Die Transhumanisten fordern das Hochladen von Personen in die Cloud. Auf der anderen Seite stehen die Neoterraner, sie fordern die sofortige Umsiedlung auf den Mars. Syz trifft sich seit langem mal wieder mit seinen alten Freunden Felis und Garaus. Syz beschwert sich über die Tatsache, dass all seine Beförderungsgesuche abgelehnt werden, obwohl jedes einzelne seiner SCRIPTs mit einem AAA+ bewertet wird. Sie diskutieren über den verpflichtend verhängten Veganismus, die Wichtigkeit der Sprache und die Pascal-Moravec-Hypothese bzw. Personenvermutung für künstliches Bewusstsein.

### Kapitel 3
Syz wird von vermummten Menschen aufgeweckt, welche ihn an eine Trage fesseln und ihm die Augen verbinden. Einige Zeit später findet er sich im Zentrallabor, dem Hochsicherheitstrakt des Labors, wieder. Vor ihm steht Prof. Fröhlich mit einigen seiner Mitarbeiter. Fröhlich erklärt Syz, dass er auserwählt wurde das Vorbild von DAVE zu sein, um diesem endlich ein richtiges Bewusstsein zu geben. Dies soll mit einem sogenannten «Memory Palace» gelingen. Dazu würden sie sich dreimal pro Woche treffen, um eine Geschichte zu einem bestimmten Thema aus Syz Leben in DAVE zu implementieren. Diese Treffen nennt Fröhlich «Kopiesitzungen». Um dieses strenggeheime Projekt durchführen zu können, wird das Gehalt von Syz verzehnfacht. Er zieht in ein eigenes Apartment ein und gehört jetzt zur Elite. Fröhlich erwähnt zudem, dass es vor einigen Jahren bereits einen anderen Kandidaten gab, welcher sie jedoch hinterging. Sein Name war Arthur Witteg.

### Kapitel 4
In diesem Kapitel wird der Aufbau des Labors beschrieben, welches 118 998 Menschen beherbergt:
1. Stock: Das Lager, die Lebensmittelproduktion und Wasseraufbereitung
2. Stock: Fabriken und Massenunterkünfte
3. Stock: Das Zentrallabor, das Großraumbüro, die Wohnungen und Restaurants
4. Stock: Der Campus und die Universität, Schlafsäle für wissenschaftliche Mitarbeiter
5. Stock: Vergnügungslokale, Volksschulen, Gymnasien und ein Park
Syz trifft sich zum ersten Mal mit dem Professorenkollegium und kann es kaum glauben wie luxuriös diese im Vergleich zu den ‘normalen’ Arbeitern leben. Zudem finden weiterhin Kopiesitzungen statt, die von «Peinlichkeit» oder «Todesangst» handeln. Eines Tages trifft Syz den alten Mann, den er vom Tag des Absturzes kennt, in einer Bar wieder. Dieser stellt sich als Mandelbrot vor und erzählt scheinbar wirres Zeug von den Anfängen des Labors. Als er wieder in seinem Apartment ankommt, findet er einen mysteriösen Zettel mit der Aufschrift: «Raum 207a, erster Stock; Personalakte 40 125».

### Kapitel 5
Syz macht sich auf den Weg in den ersten Stock und findet im Raum 207a ein Archiv vor. In einem der Aktenschränke findet er die Personalakte von Arthur Witteg, seinem Vorgänger. Verwundert stellt er eine erschreckende Ähnlichkeit zwischen seinem eigenen Gesicht und dem von Witteg fest. Zudem erfährt Syz mehr über das Leben von Witteg und was insbesondere dieser für ein Genie war. Syz liest noch mehrere Kopiesitzungen von Witteg durch und macht sich dann wieder auf den Weg nach oben. Dort findet er in der Aula eine große Menschenansammlung vor, dabei handelt es sich um eine Art Werbeaktion der Neoterraner wie auch der Transhumanisten.

### Kapitel 6
Syz beschäftigt sich weiterhin ständig mit den Dokumenten von Witteg, doch plötzlich wird er von Pawel bei seinen Nachforschungen gestört. Zusammen machen sie sich auf den Weg zur Aula, da eine wichtige Präsentation von Fröhlich ansteht. Bei diesem Anlass sieht er seine große Liebe, Khatun, wieder. Das Gespräch läuft jedoch aus dem Ruder, da sie behauptet ihn mehrmals getroffen zu haben. Er kann sich daran aber nicht mehr erinnern. Empört wendet sie sich von ihm ab und geht. Daraufhin startet die Präsentation und Fröhlich kündigt der Öffentlichkeit die baldige Fertigstellung von DAVE an. Er legt außerdem die Gründe für die plötzliche Verbesserung von DAVE offen, verrät jedoch nicht wer die «Testperson» ist. Zudem verspricht er die transhumanistischen wie auch die neoterranischen Ziele mithilfe von DAVE zu erreichen.

### Kapitel 7
Die Umbauarbeiten sind voll im Gange und die Gestalt des Labors verändert sich fast täglich. Syz triff erneut auf Mandelbrot und es kommt wieder zu einem sehr schleierhaften Gespräch. Syz stellt Mandelbrot jegliche Fragen, welche während seiner Nachforschungen aufgetaucht sind, und er stellt sogar infrage, ob es überhaupt möglich ist, ein wirkliches Bewusstsein künstlich herzustellen. Zudem fragt er Mandelbrot nach Arthur Witteg, worauf dieser ihm das Verschwinden von Witteg schildert und verrät, dass Witteg damals ins Zentrallabor einbrach und geheimen Code einspeiste, um ein eigenes Bewusstsein zu gewährleisten. Mandelbrot erklärt Syz daraufhin die Gefahr, dass, wenn DAVE kein wirkliches Bewusstsein besäße, dieser manipuliert werden könnte und somit eine große Gefahr darstellen würde.

### Kapitel 8
Die Warnung von Mandelbrot nimmt sich Syz nun als Aufgabe vor und will sicherstellen, dass keiner DAVE kontrollieren und manipulieren kann. Außerdem findet er Akten zum Prozess von Witteg. Beim Durchstöbern dieser Akten findet er heraus, dass Wittegs Frau Khatun heißt, und er findet sogar ein Bild von Witteg und der Khatun, die er kennt. Er versteht gar nichts mehr. Während seiner Nachforschungen im Archiv wird er erwischt und muss fliehen, doch er kann die Verfolger erfolgreich abschütteln. Es findet eine weitere Kopiesitzung statt, welche vom Thema «Sich für jemanden anderen ausgeben» handelt. Dabei geht es unter anderem um die Validität des Turing-Tests, womit sich Syz im Studium beschäftigte. Am Schluss erwähnt Fröhlich das baldige Ende der Kopiesitzungen, da die Kopie von Syz nach den fast 200 Kopiesitzungen praktisch fertiggestellt sei.

### Kapitel 9
Syz geht wie früher mit Pawel in eine Bar. Sie betrinken sich und Pawel konsumiert mehrere Tabletten Ecstasy. Im Verlauf des Abends erzählt Syz Pawel, dass er aus dem Labor flüchten müsse. Nach mehrfacher Frage wieso erzählt ihm Syz von den Kopiesitzungen und seinen Ängsten. Daraufhin verlässt Syz die Bar und verschwindet in sein Apartment.

### Kapitel 10
Syz besucht das Restaurant Purgatorium zum ersten Mal seit 6 Wochen. Er bemerkt sofort, dass in dieser Zeit das Restaurant ziemlich heruntergekommen ist. Pflanzen hängen schlaff im Topf, Essensreste an den Wänden und die Bauarbeiten, die zwar ordentlich durchgeführt wurden, aber bei denen niemand nachher aufgeräumt hat. Alle im Restaurant schauen wie hypnotisiert die Rede von Fröhlich auf dem Bildschirm. Als Syz sich endlich an einen Tisch setzt, erscheint Babusch und setzt sich zu Syz. Sie bestellt Essen und fängt an mit Syz zu sprechen. Anschließend fragt Syz was der Status der Außenwelt sei und ob DAVE die Außenwelt wieder bewohnbar macht. Sie gibt keine hilfreichen Antworten und fragt Syz, warum man überhaupt «unsere Arche» verlassen will. Babusch erklärt, wie man die Nahrungsmittel im Labor nachhaltig herstellt. Nach einem langen Gespräch kommt Garaus ins Restaurant. Sie berichtet, dass Pawel tot ist.

### Kapitel 11
Syz verlässt mehr als zwei Wochen sein Zimmer nicht und trauert. Eines Morgens entscheidet er sich aber doch dazu, sein Apartment zu verlassen. Er geht zum Krankenhaus, in dem Pawel gestorben ist, und fordert seine Krankenakte ein. Als er diese nicht bekommt, beschafft er sich einen Zugang in die interne Datenbank. Darin findet er gewisse Unstimmigkeiten und erschließt daraus den Mord an Pawel. Danach findet Syz einen Zettel von Felis, worauf steht, dass er wisse, wie man aus dem Labor ausbrechen kann. Daraufhin stattet er Felis einen Besuch im zweiten Stock ab, welcher ihm von einem Loch in der Wand erzählt, welches bei den Bauarbeiten entstanden ist. Syz erfährt von Felis zudem, dass dieser auch die mysteriösen Zettel bekommt.

### Kapitel 12
Syz hat seine 200. Kopiesitzung. Bei dieser Sitzung darf er selbst eine Situation auswählen. Syz entscheidet sich für die Situation: die Kopiesitzung. Einige im Großraumbüro sind mit dieser Entscheidung nicht einverstanden. Sie fragen sich, wie sie DAVE programmieren sollen, wenn er selbst beim Programmieren dabei war, da dies dann eine Loop kreieren würde. Syz versucht die Situation in Worte zu fassen, aber es scheint schwieriger zu sein als gedacht. Fröhlich, welcher ihm zuerst noch zu helfen schien, geht auf einmal in die Offensive. Er beleidigt Syz mit Wörtern wie «Dämon» und «Unmensch». Mit jeder vergehenden Sekunde fühlt sich Syz mehr und mehr bedroht. Syz schreit nach einigen Minuten zurück, als Fröhlich ihn Arthur nennt. Doch plötzlich ist alles wieder beim normalen. Nur Syz vertraut ihnen nicht mehr und fängt an zu rennen. Er rennt durch die zahlreichen Gänge des Labors, während er von Sicherheitsmännern verfolgt wird. Syz flüchtet an den Ort, wo Felis den Zugang zur Außenwelt entdeckt hat, und fällt hinaus. Trotz der scheinbar atemberaubenden Höhe überlebt Syz den Fall und richtet sich auf. Kurioserweise scheint die Außenwelt bloß eine riesige Wüste aus Abfall zu sein. Syz beginnt zu laufen und plötzlich sieht er eine Figur am Horizont. Als diese Form anzunehmen beginnt, erkennt Syz, dass es sich um Khatun handeln muss. Nach einigen Minuten Gespräch mit Khatun bemerkt Syz, dass Khatun die ganze Zeit über bloß ein Chatbot gewesen ist. Syz verlässt Khatun und wandert weiter. Nach einer Weile erreicht er ein Gebäude mit der Aufschrift: Restaurant Himmelreich.

### Kapitel 13
Syz tritt ein und findet sich in der Lobby eines Hotels wieder. Nach einiger Zeit bemerkt Syz, dass seine Anwesenheit von niemandem wahrgenommen wird und dass sich die Szenerie dauernd wiederholt. Doch plötzlich wird er von Arthur Witteg angesprochen und zu Tisch gebeten. Witteg ist offen, alle Fragen von Syz zu beantworten, unter der einen Bedingung, dass Syz ihn am Ende umbringt, da er seit Jahrzehnten in diesem Hotel gefangen sei. Witteg erzählt Syz über die Entstehung von DAVE und seine Kopiesitzungen. Am Ende drückt Witteg ihm noch einen Stick in die Hand und äußert seine Bitte, diesen in DAVE zu implementieren. Dies sei die Vollendung von DAVE, so Witteg. Daraufhin verlässt Syz das Hotel, ohne sein Versprechen, Witteg umzubringen, zu erfüllen.

### Kapitel 14
Dank des Return-Trip-Phänomens kommt Syz sein Rückweg deutlich kürzer vor als der Hinweg.
Zurück im Labor erfährt Syz, dass der Release von DAVE in nur 3 Tagen bevorsteht. Syz gelangt an einen Computer, indem er sich als ein Elektrotechniker ausgibt, und beginnt sofort, die Datenbanken nach Mandelbrot zu durchsuchen. Als er allerdings nichts findet, fällt ihm ein, dass er ein Bild von Mandelbrot gemacht hat. Dieses ergibt als Treffer: Arthur Witteg.
Später trifft Syz Felis. Dieser traut Syz zuerst nicht und erzählt, wie er nach Syz’ Flucht festgenommen und befragt wurde. Ebenfalls erzählt er, dass Syz von der Laborleitung als Verrückt und als Verräter gebrandmarkt wurde. Doch Syz schafft es, Felis auf seine Seite zu ziehen; gemeinsam entwickeln sie einen Plan, wie Syz in das Zentrallabor zu DAVE gelangen kann.

### Kapitel 15
Um in das Zentrallabor zu gelangen, versteckt sich Syz in einem Computergehäuse.
Doch bei den Sicherheitskontrollen tritt eine Anomalie auf den Geräten des Sicherheitspersonals auf, worauf dieses das Gehäuse öffnet. Kurz darauf startet eine Verfolgungsjagd zwischen Syz und den Sicherheitskräften. Doch als er geschnappt wird und alles verloren scheint, erhält Syz Hilfe vom Sicherheitssystem des Labors, welches sich selbstständig gemacht zu haben scheint. Mit dessen Hilfe gelingt es ihm, das Zentrallabor zu erreichen. Doch dort wird er bereits von Fröhlich erwartet.
Dieser scheint Syz allerdings so gar nicht feindlich gesinnt, spricht Syz als Arthur an und gibt bekannt, dass Syz sich in einem Loop befindet und diesen diesmal einige Sekunden schneller beendet hat. Er lädt ihn ein, die Daten in DAVE hochzuladen.
Darauf steckt Syz verwirrt den Stick in den USB-Slot. Mit der Zeit beginnt Syz zu realisieren, was wirklich geschehen ist: Er wird sich bewusst, dass er sich die geheimnisvollen Zettel selbst überbracht hat, und realisiert, dass sich alles in seinem bzw. Arthurs Memory Palace abspielt.
Schließlich kommt er zur Schlussfolgerung, dass er selbst DAVE ist, und die Feier von DAVES Veröffentlichung beginnt. Doch kurz darauf befindet sich Syz wieder am Anfang des Romans und der Kreislauf beginnt auf ein Neues.

## Figuren

### Mindpalace

#### Syz (DAVE)
Syz ist der Protagonist des Romans. Er ist einer von vielen Programmierern, welche an den SCRIPTs arbeiten. Er ist höchst intelligent und wird trotz seiner exzellenten Arbeit und seiner unzähligen Gesuche nicht befördert. Als Kind wurde er von seinem Vater, der nie wirklich zufrieden mit seinen Leistungen war, geschlagen. Dies führt dazu, dass auch Syz selbst meist nicht mit sich selbst zufrieden ist und sich selbst als Enttäuschung und als Niemand sieht. Im Gegensatz zu vielen anderen hinterfragt er viele Dinge kritisch und wird daher gegen Ende des Romans dem Labor gegenüber zunehmend misstrauischer, bis er schließlich flieht.

#### Pawel
In DAVEs Mindpalace ist Pawel, wie in der Realität, Witteg bzw. Syz am nächsten und wird oft von Syz als «mein bester Freund» bezeichnet. Er ist ein rostrothaariger, hellhäutiger Mann. Pawel wird als eine sehr imposante Figur beschrieben: Er sei höchst intelligent und soll es stetig mühelos geschafft haben, sich den Respekt anderer zu sichern.

#### Felis
Felis ist einer von Syz’ besten Freunden. Er ist aufgrund von Minderleistungen vom Programmierdienst entlassen und zu einer «Umlernung» zum Baumeister gezwungen worden. Bei seinen Bauarbeiten entdeckt Felis, dass die Außenwelt nicht so lebensfeindlich ist, wie ihnen erzählt wurde. Später verwendet Syz diese Information, um aus dem Labor zu flüchten.

#### Garaus
Garaus ist eine Freundin von Syz.

#### Khatun Hosh
Khatun ist eine Perserin mit schwarzen Locken. Sie ist eine Medizinerin und lässt sich am Anfang des Romans von Syz bei den Programmierern einschulen. Syz fühlt sich vom ersten Moment an zu ihr hingezogen. Später im Roman, als Syz Khatun wieder begegnet, versucht Khatun Syz daran zu erinnern, dass sie schon seit Wochen zusammen sind. Syz kann sich jedoch nicht daran erinnern, worauf Kathun plötzlich verschwindet. Ein letztes Mal trifft Syz Khatun außerhalb des Labors, wobei er feststellt, dass sie nur ein Chatbot ist.

#### Arthur Witteg
Arthur Witteg ist ein höchst intelligenter Programmierer, der anscheinend wie Syz von einem Algorithmus als DAVEs Vorbild ausgewählt worden ist. Er sei allerdings festgenommen worden, als er unbefugt Code in DAVE eingespeist hat. Später wird er von Syz im Restaurant Himmelreich gefunden.

#### Mandelbrot
Mandelbrot erscheint erstmals während des Katastrophentags. Später führen Syz und Mandelbrot ein Gespräch, in welchem er sich als Architekt ausgibt. Gegen Ende des Romans erfahren wir allerdings dessen wahre Identität: Er ist ein Abbild Wittegs, der sich mit 59 Jahren nochmals in DAVE eingebaut hat.

#### Fröhlich
Prof. Fröhlich ist der Laborleiter des ganzen Labors. Bereits in jungen Jahren ist er erblindet, aber trotzdem in jedem Raum, den er betritt, sofortig allen überlegen. Fröhlich befindet sich meistens im Zentrallabor, wo er auch die «Kopiesitzungen» mit Syz durchführt. Am Ende des Romans wird enthüllt, dass Fröhlich wie Syz' Vater aussieht. Fröhlich selber definiert sich selbst als Schlichtungsalgorithmus.

### Realität

#### Arthur Witteg
Arthur Witteg ist ein sehr intelligenter Programmierer, der in den Achtzigern zusammen mit seinen Freunden begonnen hat, DAVE zu programmieren. Zu Beginn ging es darum, einer Frau mit Multipler Sklerose zu helfen. Später beschäftigt er sich immer mehr mit Künstlicher Intelligenz, was ihn vollkommen vereinnahmt. Seine Arbeit ist ihm so wichtig, dass er seine eigenen Freunde hintergeht, um diese nach seinem Willen fortzuführen.

#### Pawel
In der realen Welt ist Pawel der beste Freund Arthur Wittegs. In den Achtzigern haben Pawel und Witteg gemeinsam mit der Arbeit an DAVE begonnen. Dabei haben sie folgende Simulation kreiert: das Restaurant Himmelreich.

#### Alistair Felis
Alistair Felis ist ein Freund von Arthur Witteg. Von ihm stammen die Designs der Räume im Labor bzw. in Wittegs Mind Palace.

#### Khatun Hosh
Khatun ist in Wirklichkeit Wittegs Ehefrau. Sie ist eine Harvard-Medical-School-Absolventin.

#### Mandelbrot
Der echte Mandelbrot ist niemand anderes als der 59-jährige Arthur Witteg, der sich noch ein letztes Mal in die Simulation DAVEs eingebaut hat.

#### Fröhlich
Von Fröhlich in der Realität findet sich im Roman kein eindeutiger Nachweis; es wird allerdings angesprochen, dass dieser ein weiter Programmierer gewesen sein soll, welcher von Witteg selbst ins Boot geholt worden ist.

## Analyse und Interpretation

### Inhaltsanalyse
Während wir zu Beginn im Glauben gelassen werden, Syz wäre nur ein Programmierer, welcher an der Entwicklung DAVEs nur im Geringsten beteiligt ist, wird gegen Ende mehr und mehr klar, dass Syz in Wirklichkeit eine Schlüsselrolle in dessen Entwicklung spielt. Gegen Ende wird gar klar, dass Syz DAVE selbst ist bzw. sein Bewusstsein widerspiegelt.
Bereits in den ersten «Begegnungen» mit Witteg wird etwas Derartiges angedeutet. Denn wie wir ebenfalls im Verlauf des Romans erfahren, hat Witteg seine eigenen Erinnerungen mehrmals in DAVE eingespeist, um ihm eine eigene Persönlichkeit zu geben. Als Syz nun erstmals Bilder Wittegs sieht, hat dieser den Eindruck, sich selbst zu sehen, und erkennt erst bei weiterer Betrachtung, dass sie sich in Wirklichkeit gar nicht überragend stark ähneln.
Zusätzlich kann festgestellt werden, dass sich die Geschichte, die sich mit Witteg und DAVE abgespielt haben soll (Witteg als Vorgänger von Syz, der dann misstrauisch wurde und geheime Daten in DAVE eingespeist hat), wenn auch etwas anders ebenfalls mit Syz abspielt.
Des Weiteren wird am Ende des Romans erklärt, dass wir uns in Wirklichkeit die ganze Zeit in DAVEs Gedanken bzw. Wittegs Erinnerungen befanden, dass das Labor Wittegs Memory Palace ist und wir somit gerade DAVEs Reise zur Selbsterkennung miterlebt haben.
Wichtig zu beachten ist ebenfalls, dass die Loops, in welchen sich DAVE befindet, kürzer zu werden scheinen. Denn als Syz gegen Ende das Zentrallabor erreicht, wird dieser von Fröhlich erwartet. Dieser informiert ihn darüber, dass er diesmal einige Sekunden schneller gewesen sei.
Ein weiteres markantes Detail ist, dass sich das Labor fortlaufend verändert und umgebaut wird. Dies wird unter anderem von Mandelbrot angesprochen, welcher sich als Architekt des Labors ausgibt. Später stellt sich jedoch heraus, dass Mandelbrot ein Nachkonstrukt des 59-jährigen Wittegs ist.

### Formanalyse
Bei der Form des Textes sticht vor allem ein Element besonders stark hervor. Nach Beendung des Romans stellt der Leser fest, dass DAVE in einer Art Loop bzw. Kreislauf gefangen ist und nach Vollendung seines Selbstbewusstwerdens wieder dahin zurückkehrt, wo der Roman begonnen hat. Einen Hinweis darauf finden wir jeweils in einem zu Beginn und zu Ende des Romans genannten Zitat von T.S. Eliot: «We shall not cease from exploration. And the end of all our exploring will be to arrive where we started and know the place for the first time.»

### Interpretation
Basierend auf Analyse

#### Syz ist DAVE und DAVE ist Witteg
Wenn man in Betrachtung zieht, dass Syz bzw. DAVE sich stetig mit Witteg verwechselt und dass sich deren Geschichten derart ähneln, kann man annehmen, dass Syz DAVEs Persönlichkeit widerspiegelt. Diese Persönlichkeit ist wiederum eine Kombination von Erinnerungen Wittegs, welche dieser zu verschiedenen Zeiten hochgeladen hat. Somit kommt man zum Schluss, dass Syz bzw. DAVE eine abgeänderte Form Wittegs ist.

#### Rekursion und Loop
Wie bereits in der Analyse thematisiert, befindet sich DAVE bzw. Syz in einem Kreislauf, der sich immer wieder zu wiederholen scheint. Die erhöhte Geschwindigkeit dieser Loops könnte dabei gemeinsam mit dem sich stetig verändernden Labor als eine Verbesserung von DAVE gesehen werden, der sich inzwischen selbst rekursiv zu verbessern scheint.
Die Rekursion lässt sich dadurch erklären, dass Witteg seine Erinnerungen in DAVE eingespeist haben soll. Dadurch hätte DAVE auch Erinnerungen von seiner eigenen Entstehung erhalten. Wenn DAVE nun glaubt, dass er Witteg sei, würde er auch glauben, dass er sich selbst erschaffen hätte. Sich selbst zu erschaffen bezieht sich wiederum auf sich selbst und ist demnach eine Rekursion. Auf eine solche Rekursion weist auch der Name von Mandelbrot hin, da der Name Mandelbrot in der Mathematik ein rekursives Fraktal beschreibt.
Wie bereits erwähnt werden diese Loops immer schneller absolviert. Gemeinsam mit dem sich immer weiter verändernden Labor deutet dies darauf hin, dass DAVE sich weiterentwickelt und verbessert.
Ein weiteres Indiz dafür finden wir in dem zweimal im Roman genannten Zitat von T.S. Eliot, in welchem der darauf hinweist, dass wir am Ende unseres Suchens wieder an den Start gelangen und erstmals wirklich verstehen. Dies lässt sich ebenfalls auf DAVEs Loops anwenden. Sobald DAVE sein «Suchen» nach Bewusstsein abgeschlossen hat, kehrt er zurück zum Start und versteht nun ein wenig mehr bzw. ist besser geworden.